# K-571 Krasnojarsk
Krasnojarsk (rusko Красноярск) je jedrska podmornica z manevrirnimi raketami razreda Jasen-M Ruske vojne mornarice. Poimenovana je po Krasnojarsku. Njen gredelj je bil položen 27. julija 2014, splavljena je bila 30. julija 2021, v uporabo pa je bila predana 30. novembra 2023. Projekt je razvil konstruktorski biro Malahit, glavni konstruktor pa je bil Vladimir Nikolajevič Pjalov. Je tretja podmornica nadgrajenega razreda Jasen-M in je del 10. divizije podmornic Tihooceanske flote v Viljučinsku.
Krasnojarsk in ostale podmornice razreda Jasen-M se znatno razlikujejo od prve podmornice razreda, Severodvinsk. So okrog 9 m krajše in so opremljene z novim jedrskim reaktorjem, KTP-6 (tudi KTP-6-185SP). KTP-6 uporablja izboljšan sistem hlajenja, saj primarni krog uporablja tehnologijo naravnega kroženja hladilne tekočine skozi sredico reaktorja in ne potrebuje glavnih obtočnih črpalk. Te so en glavnih virov hrupa na jedrski podmornici. Ameriška vojna mornarica je tehnologijo naravnega kroženja hladilne tekočine začela uporabljati že v 1980-ih letih z razredom Ohio. Poleg tega so cevi primarnega hladilnega kroga v samem bloku reaktorja (monobločni dizajn), kar bistveno zmanjša verjetnost nesreč in izpostavljenosti sevanju za posadko. Sredica reaktorja bo imela življenjsko dobo 25–30 let in ne bo potrebovala menjave goriva. Razred Jasen-M prav tako nosi nov sonarski sistem, ki ni več sferičen, ampak valjast.